# ركوب الكنو في الألعاب الأولمبية الصيفية 2024
سوف تجري مسابقات ركوب الكنو في دورة الألعاب الأولمبية الصيفية 2024 في باريس عبر تخصصين رئيسيين: المتعرج ، المقرر عقده في الفترة من 27 يوليو إلى 5 أغسطس، والسريع ، من 6 إلى 10 أغسطس. سيتم تنظيم كل من سباق التعرج وسباقات السرعة في الملعب المائي فير-سور-مارن في إيل دو فرانس في فاير سور مارن.   
وكما هو الحال في الإصدارات السابقة، ستضم المسابقة ستة عشر حدثا مع العديد من التغييرات في تشكيلة البرنامج. حيث سيتم استبدال مسافة 1000م في حدث C-2 وK-2 بنصف المسافة اي الى مسافة 500م، لتتماشى مع الجانب النسائي من البرنامج. ستشهد باريس 2024 أيضًا الظهور الأول لحدث الكياك كروس للرجال والسيدات، كجزء من الحركة الأولمبية نحو المساواة بين الجنسين، لتحل محل سباقات السرعة K-1 لمسافة 200 متر للرجال والسيدات.  